# Фильмография Джессики Честейн
Дже́ссика Честе́йн (англ. Jessica Chastain) — американская актриса, которая обучалась актёрскому мастерству в Джульярдской школе, после чего заключила контракт с телепродюсером Джоном Уэллсом. С 2004 по 2010 год актриса играла эпизодические роли в телевизионных проектах, включая сериалы «Скорая помощь», «Вероника Марс» и «Закон и порядок: Суд присяжных». Помимо этого, она приняла участие в театральных постановках — с Мишель Уильямс в «Вишнёвом саде» в 2004 году, и с Аль Пачино в «Саломее» в 2006 году. Дебют Честейн в полнометражном кино состоялся в 2008 году, когда она сыграла главную роль в независимой драме «Джолин». В следующем году актриса снялась во второстепенной роли в критически неуспешном детективном фильме «Мальчик в коробке», после чего предстала в роли молодой версии героини Хелен Миррен в боевике «Расплата» (2010).
В 2011 году Честейн совершила прорыв. Среди шести фильмов с участием актрисы, выпущенных в том году, она сыграла в экспериментальной драме Терренса Малика «Древо жизни» с участием Брэда Питта, и воплотила роль начинающей светской львицы Америки 1960-х годов в исторической драме «Прислуга». За роль в последнем фильме она получила свою первую номинацию на премию «Оскар» в категории «Лучшая женская роль второго плана». 2012 год начался для Честейн с озвучки ягуара Джии в анимационном фильме «Мадагаскар 3», собравшем 747 миллионов долларов в мировом прокате. Затем актриса приступила к работе над перевоплощением в аналитика ЦРУ в политическом триллере Кэтрин Бигелоу «Цель номер один» — основанном на операции по ликвидации Усамы бен Ладена, который принёс ей номинацию на премию «Оскар» за лучшую женскую роль. Также в этом году состоялся её дебют на Бродвее с ролью в возрождённой постановке «Наследница», в которой Честейн перевоплотилась в наивную молодую девушку, которая впоследствии становится могущественной женщиной.
В 2013 году Честейн была задействована в фильме ужасов «Мама» и предстала в образе замужней женщины, несчастливой в браке в трёхсерийном драматическом фильме Неда Бенсона под общим названием «Исчезновение Элеанор Ригби». Наибольший коммерческий успех Честейн пришёлся на следующие два года с выходом научно-фантастических кинолент «Интерстеллар» (2014) и «Марсианин» (2015), обе из которых собрали более 600 миллионов долларов по всему миру. В первом фильме, режиссёра Кристофера Нолана — она сыграла учёного; во втором, срежиссированном Ридли Скоттом — исполнила роль астронавта в паре с Мэттом Дэймоном. Честейн продолжила воплощать на широких экранах роли волевых женщин в политическом триллере «Опасная игра Слоун» (2016), исторической драме «Жена смотрителя зоопарка» (2017) и криминальном фильме «Большая игра» (2017). В 2019 году актриса сыграла взрослую Беверли Марш в сиквеле ужасов «Оно 2». В 2021 году она появилась в мини-сериале HBO «Сцены из супружеской жизни», а также выступила в качестве продюсера и исполнила роль телеевангелиста Тэмми Фэй в биографическом фильме «Глаза Тэмми Фэй». За роль в этом фильме Джессика Честейн стала обладательницей премии «Оскар» за лучшую женскую роль. В 2023 году Честейн была номинирована на театральную премию «Тони» за лучшую женскую роль в пьесе за роль в возрождённом спектакле «Кукольный дом».

## Кино
| Films that have not yet been released | Обозначает фильмы, которые ещё не были выпущены |

| Год  | Русское название                       | Оригинальное название                             | Роль                  | Примечания                                          | Ист.          |
| ---- | -------------------------------------- | ------------------------------------------------- | --------------------- | --------------------------------------------------- | ------------- |
| 2008 | Джолин                                 | англ. Jolene                                      | Джолин                |                                                     | [ 22 ]        |
| 2009 | Мальчик в коробке                      | англ. Stolen                                      | Салли Энн             | Также известный под названием «Украденные жизни»    | [ 4 ] [ 23 ]  |
| 2010 | Западный человек                       | англ. Westerner                                   | мать Дэниела          | Короткометражный фильм; также сопродюсер            | [ 24 ]        |
| 2010 | Расплата                               | англ. The Debt                                    | молодая Рейчел Сингер |                                                     | [ 5 ]         |
| 2011 | Укрытие                                | англ. Take Shelter                                | Саманта Лафорш        |                                                     | [ 25 ]        |
| 2011 | Кориолан                               | англ. Coriolanus                                  | Виргилия              |                                                     | [ 26 ]        |
| 2011 | Древо жизни                            | англ. The Tree of Life                            | миссис О’Брайен       |                                                     | [ 27 ]        |
| 2011 | Прислуга                               | англ. The Help                                    | Селия Фут             |                                                     | [ 7 ]         |
| 2011 | Саломея Уайлда                         | англ. Wilde Salomé                                | Саломея               | Документальный фильм                                | [ 29 ]        |
| 2011 | Поля                                   | англ. Texas Killing Fields                        | Пэм                   |                                                     | [ 30 ]        |
| 2012 | Мадагаскар 3                           | англ. Madagascar 3: Europe's Most Wanted          | Джиа                  | Озвучка                                             | [ 31 ]        |
| 2012 | Самый пьяный округ в мире              | англ. Lawless                                     | Мэгги Бьюфорд         |                                                     | [ 32 ]        |
| 2012 | Цвет времени                           | англ. The Color of Time                           | миссис Уильямс        | Также известный под названием «Тар»                 | [ 33 ] [ 34 ] |
| 2012 | Цель номер один                        | англ. Zero Dark Thirty                            | Майя                  |                                                     | [ 35 ]        |
| 2013 | Мама                                   | англ. Mama                                        | Аннабель              |                                                     | [ 36 ]        |
| 2013 | Исчезновение Элеанор Ригби             | англ. The Disappearance of Eleanor Rigby          | Элеанор Ригби         | Также сопродюсер                                    | [ 37 ] [ 38 ] |
| 2014 | Фрёкен Юлия                            | англ. Miss Julie                                  | Фрёкен Юлия           |                                                     | [ 39 ]        |
| 2014 | Интерстеллар                           | англ. Interstellar                                | Мёрф                  |                                                     | [ 40 ]        |
| 2014 | Самый жестокий год                     | англ. A Most Violent Year                         | Анна Моралес          |                                                     | [ 41 ]        |
| 2015 | Единство                               | англ. Unity                                       | Рассказчик            | Документальный фильм                                | [ 42 ] [ 43 ] |
| 2015 | Марсианин                              | англ. The Martian                                 | Мелисса Льюис         |                                                     | [ 15 ] [ 44 ] |
| 2015 | Багровый пик                           | англ. Crimson Peak                                | Люсиль Шарп           |                                                     | [ 45 ]        |
| 2016 | Белоснежка и охотник 2                 | англ. The Huntsman: Winter's War                  | Сара                  |                                                     | [ 46 ]        |
| 2016 | Опасная игра Слоун                     | англ. Miss Sloane                                 | Элизабет Слоун        |                                                     | [ 47 ]        |
| 2017 | Я Джейн Доу                            | англ. I Am Jane Doe                               | Рассказчик            | Документальный фильм; также исполнительный продюсер | [ 48 ]        |
| 2017 | Жена смотрителя зоопарка               | англ. The Zookeeper's Wife                        | Антонина Жабинская    | Также исполнительный продюсер                       | [ 49 ] [ 50 ] |
| 2017 | Большая игра                           | англ. Molly's Game                                | Молли Блум            |                                                     | [ 51 ]        |
| 2017 | Женщина идёт впереди                   | англ. Woman Walks Ahead                           | Кэтрин Уэлдон         |                                                     | [ 52 ]        |
| 2018 | Это меняет всё                         | англ. This Changes Everything                     | Камео                 | Документальный фильм                                | [ 53 ]        |
| 2019 | Люди Икс: Тёмный Феникс                | англ. Dark Phoenix                                | Вук / Маргарет        |                                                     | [ 54 ]        |
| 2019 | Оно 2                                  | англ. It Chapter Two                              | Беверли Марш          |                                                     | [ 17 ]        |
| 2020 | Создание персонажа: наследие Мони Яким | англ. Creating a Character: The Moni Yakim Legacy | Камео                 | Документальный фильм; также исполнительный продюсер | [ 55 ]        |
| 2020 | Агент Ева                              | англ. Ava                                         | Ева Фолкнер           | Также продюсер                                      | [ 56 ]        |
| 2021 | Прощённый                              | англ. The Forgiven                                | Джо Хеннингер         |                                                     | [ 57 ]        |
| 2021 | Глаза Тэмми Фэй                        | англ. The Eyes of Tammy Faye                      | Тэмми Фэй             | Также продюсер                                      | [ 58 ]        |
| 2022 | Код 355                                | англ. The 355                                     | Мейс Браун            | Также продюсер                                      | [ 59 ]        |
| 2022 | Время Армагеддона                      | англ. Armageddon Time                             | Мэриэнн Трамп         | Камео                                               | [ 60 ]        |
| 2022 | Добрый медбрат                         | англ. The Good Nurse                              | Эми Лонгрен           |                                                     | [ 61 ]        |
| 2023 | Память                                 | англ. Memory                                      | Сильвия               |                                                     | [ 62 ]        |
| 2024 | Материнский инстинкт                   | англ. Mothers' Instinct                           | Элис                  | Также продюсер                                      | [ 63 ]        |
| 2025 | Мечты                                  | англ. Dreams                                      | Дженнифер Маккарти    |                                                     | [ 64 ]        |
| 2026 | Происшествие в доме                    | англ. Incidents Around the House                  |                       | Съёмки фильма                                       | [ 65 ]        |
| TBA  | Король Лир                             | англ. Lear Rex                                    | Гонерилья             | Постпродакшн                                        | [ 66 ]        |

## Телевидение
| Series that have not yet been released | Обозначает сериалы, которые ещё не были выпущены |

| Год(ы)    | Русское название                 | Оригинальное название            | Роль              | Примечания                                             | Ист.          |
| --------- | -------------------------------- | -------------------------------- | ----------------- | ------------------------------------------------------ | ------------- |
| 2004      | Мрачные тени                     | англ. Dark Shadows               | Кэролайн Стоддард | Пилотный эпизод                                        | [ 67 ]        |
| 2004      | Скорая помощь                    | англ. ER                         | Далия Таслиц      | Эпизод: «Forgive and Forget»                           | [ 68 ]        |
| 2004      | Вероника Марс                    | англ. Veronica Mars              | Сара Уильямс      | Эпизод: «The Girl Next Door»                           | [ 69 ]        |
| 2005–2006 | Закон и порядок: Суд присяжных   | англ. Law & Order: Trial by Jury | Сигрун Борг       | 3 эпизода                                              | [ 70 ]        |
| 2006      | Рядом с домом                    | англ. Close to Home              | Кейси Вёрт        | Эпизод: «The Rapist Next Door»                         | [ 71 ]        |
| 2006      | Доказательства                   | англ. The Evidence               | Лора Грин         | Пилотный эпизод                                        | [ 72 ]        |
| 2006      | Чёрная борода                    | англ. Blackbeard                 | Шарлотта Ормонд   | Мини-сериал                                            | [ 73 ]        |
| 2007      | Долго и счастливо                | англ. 'Til Death                 | Хозяйка           | Эпизод: «The Italian Affair»                           | [ 74 ]        |
| 2007      | Путешественник                   | англ. Journeyman                 | Тэнна Блум        | Эпизод: «Friendly Skies»                               | [ 75 ]        |
| 2010      | Пуаро Агаты Кристи               | англ. Agatha Christie's Poirot   | Мэри Дебенхэм     | Эпизод: «Murder on the Orient Express»                 | [ 76 ]        |
| 2016      | Звери.                           | англ. Animals.                   | Сара              | Озвучка, эпизод: «Turkeys»                             | [ 77 ] [ 78 ] |
| 2018      | Субботним вечером в прямом эфире | англ. Saturday Night Live        | Камео             | Эпизод: «Джессика Честейн / Трой Сиван»                | [ 79 ]        |
| 2021      | Сцены из супружеской жизни       | англ. Scenes from a Marriage     | Мира Филиппс      | Мини-сериал; также исполнительный продюсер             | [ 80 ]        |
| 2022      | Переосмысление: Мэрилин Монро    | англ. Reframed: Marilyn Monroe   | Рассказчик        | Документальный мини-сериал                             | [ 81 ]        |
| 2022–2023 | Джордж и Тэмми                   | англ. George & Tammy             | Тэмми Уайнетт     | Мини-сериал; также исполнительный продюсер             | [ 82 ]        |
| TBA       | Савант                           | англ. The Savant                 | TBA               | Предстоящий мини-сериал; также исполнительный продюсер | [ 83 ]        |

## Театр
| Год  | Русское название | Оригинальное название           | Роль                | Место проведения                             | Ист.   |
| ---- | ---------------- | ------------------------------- | ------------------- | -------------------------------------------- | ------ |
| 1998 | Ромео и Джульета | англ. Romeo and Juliet          | Джульетта Капулетти | Центр исполнительских искусств «Маунтин-Вью» | [ 84 ] |
| 2004 | Вишнёвый сад     | англ. The Cherry Orchard        | Аня                 | Театральный Фестиваль В Уильямстауне         | [ 85 ] |
| 2004 | Жена Родни       | англ. Rodney's Wife             | Ли                  | Playwrights Horizons                         | [ 86 ] |
| 2006 | Саломея          | англ. Salome                    | Саломея             | Театр Уодсворта                              | [ 87 ] |
| 2009 | Отелло           | англ. Othello                   | Дездемона           | The Public Theatre                           | [ 88 ] |
| 2012 | Наследница       | англ. The Heiress               | Кэтрин Слоупер      | Театр Уолтера Керра                          | [ 89 ] |
| 2017 | Детские монологи | англ. The Children's Monologues | 13-летняя девочка   | Карнеги-холл                                 | [ 90 ] |
| 2023 | Кукольный дом    | англ. A Doll's House            | Нора Хельмер        | Театр Хадсон                                 | [ 91 ] |

## Музыкальные видео
| Год  | Название      | Исполнитель                 | Альбом | Ист.   |
| ---- | ------------- | --------------------------- | ------ | ------ |
| 2017 | «Family Feud» | Jay-Z (совместно с Бейонсе) | 4:44   | [ 92 ] |

## Подкасты
| Год  | Русское название | Оригинальное название  | Роль               | Формат  | Примечания                    | Ист.   |
| ---- | ---------------- | ---------------------- | ------------------ | ------- | ----------------------------- | ------ |
| 2023 | Космос внутри    | англ. The Space Within | Доктор Мадлен Уайл | Audible | Также исполнительный продюсер | [ 93 ] |

## Виртуальная реальность
| Год  | Русское название                  | Оригинальное название             | Роль       | Устройство  | Примечания                    | Ист.   |
| ---- | --------------------------------- | --------------------------------- | ---------- | ----------- | ----------------------------- | ------ |
| 2018 | Сферы: Песни пространства-времени | англ. Spheres: Songs of Spacetime | Рассказчик | Oculus Rift | Также исполнительный продюсер | [ 94 ] |

## Дискография
| Год  | Название                                                       | Саундтрек       | Ист.   |
| ---- | -------------------------------------------------------------- | --------------- | ------ |
| 2021 | «Battle Hymn of the Republic»                                  | Глаза Тэмми Фэй | [ 95 ] |
| 2021 | «Jesus Keeps Takin' Me Higher & Higher»                        | Глаза Тэмми Фэй | [ 95 ] |
| 2021 | «The Sun Will Shine Again»                                     | Глаза Тэмми Фэй | [ 95 ] |
| 2021 | «Somebody Touched Me»                                          | Глаза Тэмми Фэй | [ 95 ] |
| 2021 | «We are Blest»                                                 | Глаза Тэмми Фэй | [ 95 ] |
| 2021 | «Don't Give Up (On the Brink of a Miracle)»                    | Глаза Тэмми Фэй | [ 95 ] |
| 2021 | «Puppet Medley (Give a Hug, Jesus Loves Me, Up with a Giggle)» | Глаза Тэмми Фэй | [ 95 ] |
| 2022 | «The Race is On»                                               | Джордж и Тэмми  | [ 95 ] |
| 2022 | «White Lightning»                                              | Джордж и Тэмми  | [ 95 ] |
| 2022 | «Apartment No. 9»                                              | Джордж и Тэмми  | [ 95 ] |
| 2022 | «Your Good Girl’s Gonna Go Bad»                                | Джордж и Тэмми  | [ 95 ] |
| 2022 | «Why Baby Why»                                                 | Джордж и Тэмми  | [ 95 ] |
| 2022 | «D-I-V-O-R-C-E»                                                | Джордж и Тэмми  | [ 95 ] |
| 2022 | «A Girl I Used to Know»                                        | Джордж и Тэмми  | [ 95 ] |
| 2022 | «Rollin’ in My Sweet Baby's Arms»                              | Джордж и Тэмми  | [ 95 ] |
| 2022 | «Stand By Your Man»                                            | Джордж и Тэмми  | [ 95 ] |
| 2022 | «Take Me»                                                      | Джордж и Тэмми  | [ 95 ] |
| 2022 | «I Don’t Wanna Play House»                                     | Джордж и Тэмми  | [ 95 ] |
| 2022 | «Beneath Still Waters»                                         | Джордж и Тэмми  | [ 95 ] |
| 2022 | «Something to Brag About»                                      | Джордж и Тэмми  | [ 95 ] |
| 2022 | «We’re Gonna Hold On»                                          | Джордж и Тэмми  | [ 95 ] |
| 2022 | «Run, Woman, Run»                                              | Джордж и Тэмми  | [ 95 ] |
| 2022 | «The Grand Tour»                                               | Джордж и Тэмми  | [ 95 ] |
| 2022 | «Til I Get It Right»                                           | Джордж и Тэмми  | [ 95 ] |
| 2022 | «We Go Together»                                               | Джордж и Тэмми  | [ 95 ] |
| 2022 | «You and Me»                                                   | Джордж и Тэмми  | [ 95 ] |
| 2022 | «Two Story House»                                              | Джордж и Тэмми  | [ 95 ] |
| 2022 | «The Door»                                                     | Джордж и Тэмми  | [ 95 ] |
| 2022 | «He Stopped Loving Her Today»                                  | Джордж и Тэмми  | [ 95 ] |
| 2022 | «Golden Ring»                                                  | Джордж и Тэмми  | [ 95 ] |
| 2022 | «Help Me Make It Through The Night»                            | Джордж и Тэмми  | [ 95 ] |
| 2022 | «Lost Highway»                                                 | Джордж и Тэмми  | [ 95 ] |

### Комментарии
1. ↑  Премьера картины состоялась на Каннском кинофестивале 2009 года под названием «Украденные жизни», однако в мировой прокат фильм вышел под названием «Украденный». В российском прокате фильм получил название «Мальчик в коробке».
2. ↑  Полнометражная версия документального фильма под названием «Саломея[англ.]» была выпущена отдельно в 2013 году[28].
3. ↑  Премьера картины состоялась в рамках Римского кинофестиваля 2012 года под названием «Тар», однако в прокат фильм вышел под названием «Цвет времени».
4. ↑  Разделён на три фильма с подзаголовками «Он», «Она» и «Они»[37].
5. ↑  Эпизод не вышел в эфир[67].